# バトル・チャレンジャー/激走
『バトル・チャレンジャー/激走』(バトル・チャレンジャー げきそう)は、1993年に東映Vシネマとして製作されたオリジナルビデオ。
F3出場を賭けた走り屋たちのバトルを描いた作品。『首都高速トライアル』のスタッフにより制作され、迫力のあるカーアクションが展開されている。

## 登場人物
立花允：志賀泰伸
峠の走り屋を経てF3レーサーへ転身。デビューレースにて良好な成績を残す。走り屋時代はトヨタ・MR2(AW11)を駆っていたが、現在の足はガンメタのR32GT-R。
江藤倫子：結城めぐみ
允の元恋人。走り屋だった兄が允とのバトルで事故死してしまい、その後允がF3デビューしたことで、最速の走り屋をスカウトしてF3レーサーとして育て、允を破って兄の無念を晴らそうとする。
倫子の兄：吉田淳
允とは走り屋仲間だったが、允との峠のバトルで事故死する。
山崎勇一：柳沢超
「Option」の編集者。倫子に「最速の走り屋を紹介して欲しい」と依頼される･･･。愛車は日産・180SX。
岩淵竜也：遠藤直人
R31GTS-Xを駆る湾岸最速の走り屋。普段はサラリーマン。
佐伯恭司：古川栄司
允のチームのメカニック
風間将平：高木延秀
普段は結婚式場で働くフリーター。白のR32GT-Rを駆り、チューン後は峠最速となる。
野沢俊介：正木慎也
将平の行き付けのショップのメカニック。
結婚式の仲人：高品剛
黒崎：深水三章
アパレルショップ社長。倫子にスポンサードの約束をするが･･･
竜也の母：秋川リサ
- 北村行正、白井晃、松田康志、田淵秀幸、亀石太夏匡、清水邦彦、砂押資、千代森光治、熊谷美香、郷田祥子、大島明美

## スタッフ
- 製作：東映ビデオ
- 製作協力：オリエント21、東映東京撮影所
- 脚本：片岡修二
- 監督：平川弘喜
- 主題歌：忍者「バトル・チャレンジャー」
- 撮影協力：土屋圭市
- カースタント・車輌：カースタントTA・KA

(野呂慎治、竹内雅敏、木野重広、高橋信一、安田昇、大山照幸、高松真人)
- 劇用車輌担当：井上慎介
- 撮影：下元哲
- 録音：木村瑛二
- 美術：小林正巳(テイク・ワン)
- 音響効果：渡部健一(東洋音響カモメ)
- 選曲：石井ますみ
- タイトル：島田プロダクション
- 現像・テレシネ：東映化学
- プロデューサー補：塚田義博
- キャスティング協力：フィーメ
- 企画：吉田達、佐々木志郎
- 企画協力：シネマハウト
- プロデュース：奥村幸士、高澤セリノ
- 協力：圭office、5ZIGEN、TBO　ほか